# Беркрік (Монтана)
Беркрік (англ. Bearcreek) — місто (англ. town) в США, в окрузі Карбон штату Монтана. Населення — 91 особа (2020).

## Географія
Беркрік розташований за координатами 45°9′38″ пн. ш. 109°9′28″ зх. д. / 45.16056° пн. ш. 109.15778° зх. д. (45.160601, -109.157683).  За даними Бюро перепису населення США в 2010 році місто мало площу 0,31 км², уся площа — суходіл. В 2017 році площа становила 0,30 км², уся площа — суходіл.

## Демографія
Згідно з переписом 2010 року, у місті мешкало 79 осіб у 44 домогосподарствах у складі 20 родин. Густота населення становила 252 особи/км².  Було 51 помешкання (163/км²).
Расовий склад населення:
| - 98,7 % — білих |

До двох чи більше рас належало 1,3 %. Частка іспаномовних становила 0,0 % від усіх жителів.
За віковим діапазоном населення розподілялося таким чином: 13,9 % — особи молодші 18 років, 58,3 % — особи у віці 18—64 років, 27,8 % — особи у віці 65 років та старші. Медіана віку мешканця становила 53,5 року. На 100 осіб жіночої статі у місті припадало 97,5 чоловіків;  на 100 жінок у віці від 18 років та старших — 100,0 чоловіків також старших 18 років.
Середній дохід на одне домашнє господарство  становив 51 714 долари США (медіана — 43 125), а середній дохід на одну сім'ю — 59 064 долари (медіана — 50 250). За межею бідності перебувало 12,9 % осіб, у тому числі 0,0 % дітей у віці до 18 років та 37,1 % осіб у віці 65 років та старших.
Цивільне працевлаштоване населення становило 61 осіб. Основні галузі зайнятості: мистецтво, розваги та відпочинок — 24,6 %, публічна адміністрація — 21,3 %, освіта, охорона здоров'я та соціальна допомога — 9,8 %, роздрібна торгівля — 8,2 %.